# Wyatt Russell
Wyatt Hawn Russell (Los Ángeles; 10 de julio de 1986) es un actor estadounidense y exjugador de hockey sobre hielo. Es hijo de los actores Kurt Russell y Goldie Hawn. Ha protagonizado diversas películas, incluyendo Goon: Last of the Enforcers (2017), Overlord (2018) y Night Swim (2024), y ha tenido papeles destacados en series de televisión como Black Mirror (2016), Lodge 49 (2018–2019) y Monarch: Legacy of Monsters (2023–2024). Ha interpretado a John Walker en el Universo cinematográfico de Marvel, comenzando con la serie de Disney+ The Falcon and the Winter Soldier (2021).

## Biografía
Russell nació en Los Ángeles, California y es hijo de los actores Kurt Russell y Goldie Hawn. También es nieto del actor Bing Russell.
El 14 de marzo de 2012, después de dos años de relación, Russell contrajo matrimonio con la estilista Sanne Hamers, a quien conoció en Países Bajos mientras jugaba hockey. La pareja se separó el 2 de marzo de 2015 y acordaron el divorcio el 24 de octubre de ese año.
En 2016, Russell empezó una relación con Meredith Hagner, conociéndola en el set de Folk Hero & Funny Guy. En abril de 2018, Wyatt y Meredith compraron una casa de estilo español de 1930 en Sherman Oaks en California. Oficializaron su matrimonio el 2 de septiembre de 2019 en Aspen, Colorado. En noviembre de 2020, se anunció que estaban esperando su primer hijo. En marzo de 2021 anunciaron el nacimiento de su hijo, Buddy Prine Russell. En febrero de 2024 nació su segundo hijo, Boone Joseph Russell.

## Trayectoria profesional
Russell tuvo su carrera en el deporte como jugador de hockey y se desempeñó como guardameta en numerosos equipos amateur y profesionales, incluyendo el Richmond Sockeyes, Langley Hornets, Coquitlam Express, Chicago Steel, Brampton Capitals y Groningen Grizzlies. Asimismo participó en la NCAA con los Chargers en la Universidad de Alabama en Huntsville. Terminó su carrera de forma prematura debido a lesiones.
Wyatt ha participado en películas como Escape from L.A., Soldier, Cowboys & Aliens, This Is 40, Love and Honor, We Are What We Are y Goon: Last of the Enforcers. También apareció en la película de 2014 de 22 Jump Street. En 2016, fue coprotagonista de la película Folk Hero & Funny Guy que tuvo su estreno en el Festival de cine de Tribeca. En ese mismo año, también estuvo en el episodio «Playtest», de la serie de televisión Black Mirror.
En 2018, él y Jovan Adepo interpretaron los roles de protagonistas en la película de terror Overlord.
En 2020, aceptó el papel del personaje John Walker / U.S. Agent de la serie The Falcon and the Winter Soldier de Disney+, como parte de la expansión del Universo cinematográfico de Marvel. En 2023, protagonizó la serie del MonsterVerse, Monarch: Legacy of Monsters junto a su padre Kurt Russell, interpretando la versión joven del personaje de su padre, Lee Shaw. En 2024, protagonizó la película de terror sobrenatural Night Swim (2024). Repetirá su papel del Universo cinematográfico de Marvel, John Walker / U.S. Agent en la película Thunderbolts* (2025).

## Filmografía

### Cine
| Año  | Título                      | Rol                       | Notas         |
| ---- | --------------------------- | ------------------------- | ------------- |
| 1987 | Overboard                   | Bebé en el campo de golf  | No acreditado |
| 1996 | Escape from L.A.            | Niño huérfano             | No acreditado |
| 1998 | Soldier                     | Todd (edad de 11)         |               |
| 2006 | The Last Supper             | Incrédulo Tomás           | Cortometraje  |
| 2010 | High School                 | Adolescente drogado       |               |
| 2011 | Cowboys & Aliens            | Pequeño Mickey            |               |
| 2012 | This Is 40                  | Coqueto Jugador de hockey |               |
| 2013 | We Are What We Are          | Diputado Anders           |               |
| 2013 | Love and Honor              | Topher Lincoln            |               |
| 2014 | 22 Jump Street              | Zook Haythe               |               |
| 2014 | Cold in July                | Freddy Russell            |               |
| 2014 | At the Devil's Door         | Sam                       |               |
| 2015 | Prisoner                    | Will                      | Cortometraje  |
| 2016 | Everybody Wants Some!!      | Charlie Willoughby        |               |
| 2016 | Folk Hero & Funny Guy       | Jason                     |               |
| 2017 | Ingrid Goes West            | Ezra O'Keefe              |               |
| 2017 | Table 19                    | Teddy                     |               |
| 2017 | Goon: Last of the Enforcers | Anders Cain               |               |
| 2017 | Shimmer Lake                | Ed Burton                 |               |
| 2018 | Blaze                       | Glyn                      |               |
| 2018 | Overlord                    | Cabo Lewis Ford           |               |
| 2021 | The Woman in the Window     | David Winters             |               |
| 2024 | Night Swim                  | Ray Waller                |               |
| 2025 | Thunderbolts*               | John Walker / U.S. Agent  |               |
| 2025 | Broke                       |                           |               |

### Televisión
| Año       | Título                            | Rol                      | Notas                                                                              |
| --------- | --------------------------------- | ------------------------ | ---------------------------------------------------------------------------------- |
| 2010      | Law & Order: LA                   | Sam Loomis               | Episodio: «Hollywood»                                                              |
| 2013      | Arrested Development              | Oakwood                  | Episodio: «Colony Collapse»                                                        |
| 2013      | The Walking Dead: The Oath        | Paul                     | Serie web                                                                          |
| 2016      | Black Mirror                      | Cooper Redfield          | Episodio: «Playtest»                                                               |
| 2018-2019 | Lodge 49                          | Sean "Dud" Dudley        | 20 episodios                                                                       |
| 2020      | The Good Lord Bird                | J. E. B. Stuart          | 8 episodios                                                                        |
| 2021      | The Falcon and the Winter Soldier | John Walker / U.S. Agent | 6 episodios                                                                        |
| 2021      | Marvel Studios: Assembled         | Él mismo                 | Documental. Episodio: «Assembled: The Making of The Falcon and the Winter Soldier» |
| 2022      | Under the Banner of Heaven        | Don Lafferty             | Miniserie                                                                          |
| 2023      | Monarch: Legacy of Monsters       | Lee Shaw (joven)         | Serie                                                                              |

## Premios y nominaciones
| Año  | Premio                                  | Categoría                                                               | Trabajo                           | Resultado | Ref.   |
| ---- | --------------------------------------- | ----------------------------------------------------------------------- | --------------------------------- | --------- | ------ |
| 2014 | Teen Choice Awards                      | Estrella Revelación en Película                                         | 22 Jump Street                    | Nominado  | [ 20 ] |
| 2021 | Hollywood Critics Association TV Awards | Mejor Actor de Reparto en una Serie en Streaming, Drama                 | The Falcon and the Winter Soldier | Nominado  | [ 21 ] |
| 2021 | Gold Derby Awards                       | Mejor Actor de Reparto en Drama                                         | The Falcon and the Winter Soldier | Nominado  |        |
| 2021 | OFTA Television Awards                  | Mejor Actor de Reparto en Serie Dramática                               | The Falcon and the Winter Soldier | Nominado  |        |
| 2022 | Hollywood Critics Association TV Awards | Mejor Actor de Reparto en una Miniserie o Serie Antológica en Streaming | Under the Banner of Heaven        | Nominado  | [ 22 ] |
| 2025 | Premios Saturn                          | Mejor Actor en una Serie de Televisión                                  | Monarch: Legacy of Monsters       | Pendiente | [ 23 ] |